# DR 137 271 und 272
Die Triebwagen der Reihe DR 137 271 und 272 waren Versuchstriebwagen der Firma Westwaggon. Sie wurden nach den Triebwagen 137 160 und 161 sowie 137 162 und 163 als dritte Triebwagenkonstruktion mit dieselhydraulischer Kraftübertragung gebaut. Die beiden Triebwagen wurden für den Ruhrschnellverkehr konstruiert, um die Erprobung auch des dieselhydraulischen Antriebes auf diesem Gebiet zu unternehmen. Entgegen den Vorgängerfahrzeugen wurde bei diesen beiden Fahrzeugen die Antriebskonfiguration überarbeitet, so dass wieder ein Maschinendrehgestell mit einem Achsstand von 3.500 mm erreicht wurde. Die Triebwagen kamen nach dem Zweiten Weltkrieg zu der DB, wo sie die Bezeichnung VT 46 500–501 erhielten. Lange waren die Fahrzeuge jedoch nicht im Einsatz; 1959 wurde das letzte Fahrzeug ausgemustert.

## Geschichte
Nachdem die 137 160 und 161 im gleichen Jahr entstanden, bei denen die Antriebsanlage ein Maschinendrehgestell mit 4.000 mm Achsstand erforderte, erschienen diese beiden Triebwagen mit einer völlig anderen Antriebsanlage als weitere Probetriebwagen für die hydraulische Kraftübertragung bei der Firma Westwaggon in Köln-Deutz. Für den geplanten Einsatz im Ruhrschnellverkehr waren die Fahrzeuge für eine Höchstgeschwindigkeit von 90 km/h ausgerüstet, was eine bessere Beschleunigung erwarten ließ. Ebenso wie die 137 160 und 161, die 137 094 … 223 und die 156 bis 159 basierten die Fahrzeuge auf den sogenannten Einheitstriebwagen mit Einheitsgrundriss.
Eingesetzt waren die Triebwagen bei der Reichsbahndirektion Essen und planmäßig unterhalten im Reichsbahnausbesserungswerk Opladen. Die Fahrzeuge waren auch während der ersten Kriegsjahre im planmäßigen Betrieb im Einsatz. So zeigte die Betriebsmittelübersicht vom 14. Januar 1941 beide Triebwagen im Betriebseinsatz. Ende 1945 standen dann beide Fahrzeuge im Dienstverkehr im Einsatz, der VT 137 271 beim Bahnbetriebswerk Frankfurt und der VT 137 272 beim Bahnbetriebswerk Augsburg. Beide Wagen wurden von der Deutschen Bundesbahn übernommen und als VT 46 500–501 bezeichnet. Der VT 46 501 erlitt einen Brand und wurde 1950 ausgemustert. Der zweite Wagen lief noch bis 1954 beim neu eingerichteten Bahnbetriebswerk Frankfurt-Griesheim und kam danach nach Darmstadt. Während der Griesheimer Zeit waren die Fahrzeuge unter anderem für den Schnellzug von Frankfurt am Main nach Regensburg (342 Kilometer) eingesetzt, sie wechselten sich dort mit dem Triebwagen VT 30 001 auf dieser Relation ab. In Darmstadt wurde der Triebwagen 1959 außer Dienst gestellt. Das Fahrzeug wurde danach noch einige Jahre als Bahndienstwagen mit der Nummer 5909 weiterverwendet.

## Fahrzeugbeschreibung
Das Fahrzeug war in der bekannten Leichtbauweise nach dem System der Einheitstriebwagen mit Einheitsgrundriss ausgeführt. Der Einheitsgrundriss war wie bei den 137 160 und 161, also zum 137 094 … 223 um 180 ° gedreht. Gegenüber diesen Fahrzeugen war bei den 137 271 und 272 neben dem Gepäckraum das Abteil der 2. Klasse. Die Sitze in der 2. Klasse waren in der Anordnung 3+1. In der 3. Klasse waren die Sitze ebenfalls gepolstert und in der Anordnung 3+2 ausgeführt. Entlüftet wurde der Fahrgastraum von neun Luftsaugern, die auf dem Wagendach angeordnet waren.
Von der Maschinenanlage her wiesen die Fahrzeuge gegenüber den 137 160 und 161 einige Änderungen auf. So besaßen die Wagen als Antriebsmotor den Maybach GO 56 und als Strömungsgetriebe ein anderes Getriebe von Voith. Offensichtlich ermöglichte diese Änderung wieder ein Maschinendrehgestell von 3.500 mm Achsstand. Gestartet wurde der Dieselmotor durch eine Lichtanlassmaschine von Pintsch.